# Tulia Ciámpoli

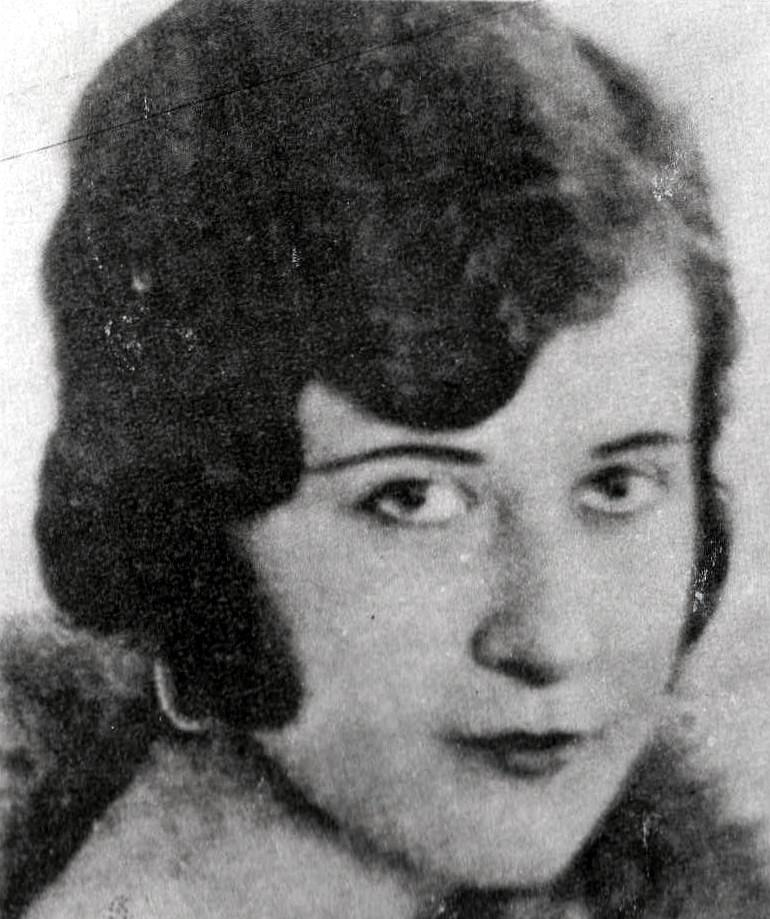
Tulia Ciámpoli en 1928

Tulia Ciámpoli (Ballesteros, Córdoba; 7 de enero de 1915-Buenos Aires, Argentina; 30 de noviembre de 1981)  fue una primera actriz, bailarina y violinista argentina de la época dorada cinematográfica.

## Biografía
Hija de Francisco Ciámpoli y Tulia Dagna Fierro Zamudio, fue una primera figura joven en películas de la década del '30.
Debido a sus fuertes rasgos, con una imponente belleza (con su característico cabello y ojos negros, inició su extensa carrera a los 16 años luego de ser la primera ganadora del concurso que realizó la Revista El Hogar Argentino en Mar del Plata, siendo consagrada "Miss Argentina 1928" (la primera en Argentina), y cuya presencia fue engalanada por el presidente Marcelo T. de Alvear. Por este triunfo recibió una medalla de oro recordatoria y dos retratos de ella hechos por Rodolfo Kiss y Richard Hall.
Su gran hobby siempre fue al automovilismo. Graduada de la secundaria, estudió ballet y violín.

## Carrera
Trabajó con las estrellas Olinda Bozán, Niní Marshall, Irma Córdoba, Gloria Ferrandiz, Florindo Ferrario, Carmen Valdés, Arturo García Buhr, Pepita Muñoz, Enrique Muiño, Pilar Gómez, Juan Vítola, María Esther Podestá, entre otras.
Viajó durante un tiempo a Europa donde perfeccionó el estudio de la Quiromancia.
Fue una legendaria figura del Teatro Nacional. Actuó con artistas de renombre como Amanda Varela, Iris Marga, Mecha Ortiz, Luis Falcón, Juan Vehil, Nedda Francy y Norma Castillo.

### Filmografía
- 1934: Galería de esperanzas
- 1934: Bajo la santa Federación
- 1935: Internado de Medicina
- 1938: El cabo Rivero
- 1938: Las de Barranco
- 1939: Cándida

### Teatro
- Temporada en el Teatro Astral junto con José Golla y Rosa Rosen (1934).
- Segundo piso B con Mario Fortuna (1934).
- La divisa punzó (1948), junto con Pedro Aleandro, en el Teatro Cervantes.
- Vidas porteñas (1948) con Pedro Aleandro.
- La dama de las camelias (1949), en el papel de Margarita Gauthier.
- El calendario que perdió siete días (1950), de Enrique Suárez de Deza
- Rosacruces
- Los amores de la virreina con Mario Danesi, Elisardo Santalla, Pedro Aleandro, Claudio Rodríguez Leiva, Silvia Roth y Miriam de Urquijo.
- La novia perdida, en el papel de La viuda de Santamaría.

### Actividad política y otras
Tuvo una importante actividad dentro del marco artístico en plena presidencia peronista y mantuvo una gran amistad con la actriz Eva Duarte y en 1950 integró la primera comisión directiva del Ateneo Cultural Eva Perón.
En 1934 integró el NEA ("Núcleo de Escritores y Autores") junto con otros actores como Rosa Catá, Luisa Vehil, Iris Marga, Guillermo Battaglia, Ana Gryn, Gloria Ferrandiz, Francisco Petrone, Juan Vehil, Homero Cárpena, Miguel Mileo, Amanda Varela y Sebastián Chiola.

## Vida privada
Se casó en primeras nupcias con el Dr. David Ovejero quien fue un abogado y juez, jefe del Registro Civil de Buenos Aires, hasta su fallecimiento en abril de 1972. Fruto de este matrimonio tuvo a su hija Silvia O. de Lafuente, quien es abogada y diplomática.
En julio de 1949, la actriz sufrió un grave accidente vial en la localidad de San Isidro que casi le costó la vida. Como resultado del mismo padeció de quemaduras en el rostro que milagrosamente sanaron sin dejar cicatrices notorias.